# كأس مالطا
كأس مالطا هي مسابقة كرة قدم تُقام سنويا في مالطا. الفائز يتأهل ليلعب ضد بطل الدوري المالطي الممتاز في كأس السوبر المالطي.

## وصلات خارجية
- The FA Trophy نسخة محفوظة 10 سبتمبر 2014 على موقع واي باك مشين.
- Trophy on MaltaFootball.com